# Cristoforo Lombardo
Cristoforo Lombardo, ou Lombardi, dit il Lombardino (... – Milan, 1555), est un sculpteur et architecte italien de la Haute Renaissance qui fut particulièrement actif à Milan et en Lombardie.

## Biographie
Fils de Domenico Lombardo, actif à Milan depuis le début du XVIe siècle, Lombardo fait partie des personnalités artistiques mineures de la fin de la Renaissance qui ont travaillé avec les grands maîtres de l'époque et n'ont donc pas créé de monuments à titre individuel, mais ont contribué à leur réalisation, ces contributions partielles étant toutefois importantes.
La première information certaine sur Lombardi concerne un travail pour la Fabrique du Dôme de Milan en 1510. A part un bref séjour à Rome et à Bologne, Lombardo a travaillé principalement à Milan et dans les petits centres lombards. Sa collaboration au projet du dôme s'est poursuivie tout au long sa vie.
Entre 1516 et 1517, il exécute la tombe de G. B. Barbavara à Sant'Angelo et l'année suivante, il collabore avec Agostino Busti sur la tombe de Gaston de Foix, le monument funéraire le plus important de l'époque, pour l'église Santa Marta. Un contrat pour une flèche de la cathédrale est daté de septembre 1518 ; l'année suivante, il exécute un monument en marbre pour la chapelle de la famille Tolentini à Santa Maria Incoronata.
Le 17 février 1525, il achève l'arche des Saints Pierre et Marcellin dans l'église San Tommaso de Crémone et entoure le presbytère de l'église Santa Maria près de San Celso d'un déambulatoire,. La fabrique de cette même église le nomma architecte en 1538 .
À la mort d'Andrea Fusina, le 15 janvier 1526, Lombardo est nommé architecte de la Fabrique du Dôme . Son premier engagement architectural a eu lieu dans les années 1520, pour la construction de la façade de l' église Santa Caterina alla Chiusa à Porta Ticinese.
Le 1er janvier 1531, il exécute le monument funéraire de Nicolò Dolzani, qui sera placé dans l'église San Sisto à Piacenza.
La porte de la croix nord de la cathédrale de Milan est une œuvre confiée à Lombardo, qui n'a cependant pas été achevée, en raison d'incertitudes sur les choix formels et stylistiques.

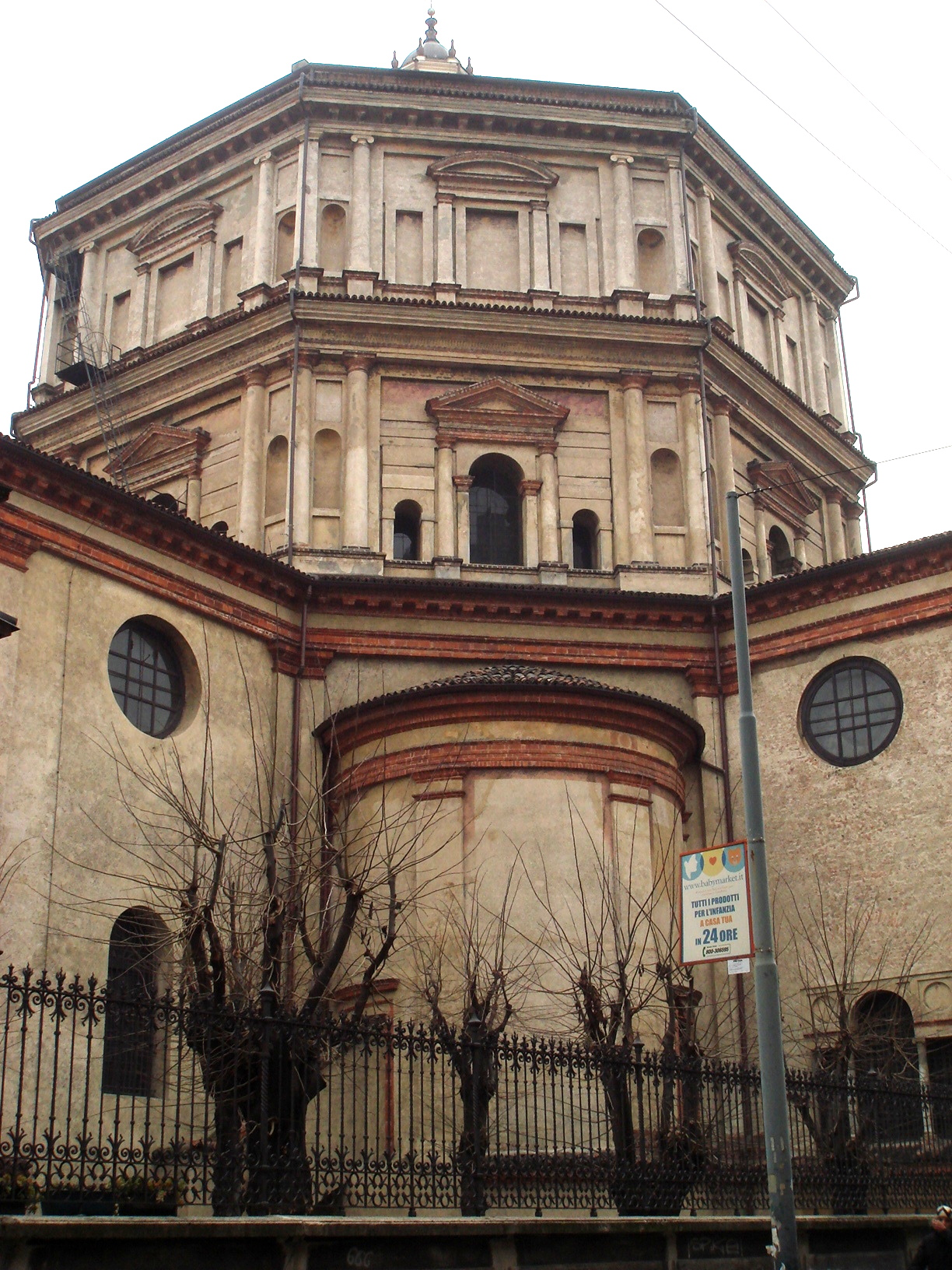
Cristoforo Lombardo, Tiburio S. Maria della Passione (1530).

Dans la troisième décennie du siècle, Lombardo travaille sur la rénovation et l'agrandissement du Palazzo Stampa à Milan, notamment sur la tour et la cour. Entre les années 1530 et 1550, il est actif dans la construction du dôme octogonal avec deux ordres superposés de l'église Santa Maria della Passione de Milan qui est annexée au complexe monastique des chanoines du Latran,,.
En 1545, Lombardo se rend à Bologne avec Giulio Romano pour étudier la conception de la façade de San Petronio,. Un dessin daté du 23 janvier 1546 met en évidence une utilisation intéressante d'éléments encore médiévaux sur une base maintenant classique .
Ensuite, Lombardo s'occupe de différents projets pour l'achèvement de la façade supérieure de la Chartreuse de Pavie, poursuivant le travail d'Amadeo. Il parvient à des solutions caractérisées par une richesse décorative modérée, très similaire à celles adoptées dans la façade de Santa Caterina alla Chiusa,.
Les derniers travaux réalisés par Lombardo sont, entre 1546 et 1547, la sacristie du sanctuaire de Saronno , dans les années 50 quelques projets pour la Conca di Viarenna et en 1553 la conception du sépulcre de Massimiliano Stampa à Santa Maria delle Grazie a Soncino.
Lombardo est mort à Milan en septembre 1555.

## Remarques
1. 1 2 3 4 5 6 7  le muse, vol. VII, De Agostini, 1966, p. 30
2. 1 2 3 4 5  « Lombardo Cristoforo »
3. ↑  « Memorie dell' J. R. Istituto Lombardo di scienze, lettere ed arti, Volume 1 »
4. ↑  « Chiesa di Santa Maria della Passione »